# Théodore (frère d'Héraclius)
Pour les articles homonymes, voir Théodore.
Théodore (en latin : Theodorus, en grec : Θεόδωρος) est le frère (ou le demi-frère) de l'empereur byzantin Héraclius, titulaire de la dignité de curopalate et un général important dans les guerres perso-byzantines et contre les invasions musulmanes.

## Biographie
Il est fils du général et exarque d'Afrique Héraclius l'Ancien. Il est souvent décrit comme le frère (bien que Jean de Nikiou en parle comme d'un demi-frère) d'Héraclius. Peu après l'arrivée au pouvoir de ce dernier aux dépens de Phocas, Théodore est nommé au poste crucial de curopalate, contrôlant l'administration du palais. À cette date, il est le second personnage de l'Empire après l'empereur,.
En 612, après la déposition et l'emprisonnement du Magister militum per Orientem Priscus, le commandant des troupes de celui-ci revient à Théodore et Philippicus. À la fin de l'année 613, Théodore accompagne son frère dans la campagne contre les Perses près d'Antioche. Bien qu'ils soient d'abord victorieux, les Byzantins sont finalement vaincus et la majorité de la Cilicie est conquise par les Sassanides,.
Théodore réapparaît dans les sources en 626. Il est alors envoyé contre les forces du général perse Shahin. Il remporte une importante victoire contre celui-ci au nord-est de l'Anatolie avant de revenir à Constantinople, alors assiégée par les Avars. Au moment de son arrivée, le siège a finalement été levé mais il est impliqué dans les négociations avec le khagan des Avars,,. Après la conclusion de la paix avec Kavadh II en 628, Théodore est envoyé comme émissaire impérial pour superviser le retrait perse de Syrie et du nord de la Mésopotamie. Selon les chroniqueurs, les garnisons perses rechignent à quitter les territoires occupés, en dépit des ordres de Kavadh. C'est notamment le cas à Édesse en 629-630, où la communauté juive locale aurait encouragé les Perses à rester. Les Byzantins doivent mettre le siège devant la ville qu'ils bombardent avec des engins de siège avant que les Perses n'acceptent de se retirer. Quand les troupes de Théodore entrent dans la cité, elles attaquent et tuent les Juifs, jusqu'à ce qu'Héraclius, prévenu par un Juif qui est parvenu à s'enfuir, ordonne d'y mettre fin,,.
Après le retrait perse, Héraclius laisse Théodore comme une sorte de « vice-roi » en Orient. Il lui confie le commandement des forces byzantines de la région avec pour fonction d'y rétablir l'autorité impériale. C'est à ce poste que Théodore fait face aux premières attaques musulmanes contre les provinces byzantines. Il semble qu'il ait sous-estimé la menace et il ne parvient pas à repousser leurs raids. Il dirige probablement l'armée byzantine lors de la bataille de Mu'tah, la première grande confrontation entre les Musulmans et les Byzantins. En 634, il conduit ses forces de la Mésopotamie vers la Syrie, où il aurait subi une lourde défaite lors d'une bataille près de Gabitha (peut-être la Bataille d'Ajnadayn qui se déroule en juillet, bien que d'autres sources indiquent que la défaite de Théodore intervient en octobre). De ce fait, il doit battre en retraite vers Édesse ou Antioche, où il rejoint Héraclius,. Lors de la contre-offensive byzantine de 636, il reprend Émèse et Damas, abandonnées par les Musulmans. Il n'a probablement pas participé à la bataille du Yarmouk le 20 août 636, contrairement à ce qu'indiquent les sources musulmans, qui précisent qu'il périt lors de la bataille,.
En réalité, son incapacité à combattre les expéditions musulmanes entraîne une dégradation de ses relations avec Héraclius. En outre, il semble que Théodore ait critiqué le mariage controversé de son frère avec sa nièce Martine,,. Héraclius réagit en rappelant Théodore à Constantinople et ordonne à son fils Héraclonas de l'humilier publiquement avant de l'emprisonner. À la suite de cette humiliation, le fils de Théodore, aussi appelé Théodore, participe au complot avorté de Jean Athalarichos en 637,,. Enfin, Théodore a un autre fils, Grégoire, dont rien n'est connu.